# Фремдинген
Фремдинген (њем. Fremdingen) општина је у њемачкој савезној држави Баварска. Једно је од 43 општинска средишта округа Донау-Рис. Према процјени из 2010. у општини је живјело 2.101 становника. Посједује регионалну шифру (AGS) 9779147.

## Географски и демографски подаци
Фремдинген се налази у савезној држави Баварска у округу Донау-Рис. Општина се налази на надморској висини од 457 метара. Површина општине износи 50,1 km². У самом мјесту је, према процјени из 2010. године, живјело 2.101 становника. Просјечна густина становништва износи 42 становника/km².